# Echipa națională de fotbal a statului Malawi
Echipa națională de fotbal a statului Malawi reprezintă statul în competițiile fotbalistice și este controlată de Asociația de Fotbal a statului Malawi, forul ce guvernează acest sport în Malawi. S-a calificat de două ori la Cupa Africii pe Națiuni și nu s-a calificat la nici o ediție a Campionatului Mondial. Înainte de 1966 a fost cunoscută ca echipa națională de fotbal a Nyasalandului. Cea mai bună performanța a obținut-o în 1987 la Jocurile Africane, când a luat prima medalie din istoria țării, cea de bronz.

## Palmares
Cupa COSAFA :
- De 2 ori finaliști

Cupa CECAFA :
- De 3 ori campioni  (1978, 1979, 1988)
- De 3 ori finaliști

Jocurile Africii :
- Medalia de bronz (1987)

## Campionate mondiale
- 1930 până în 1974 - nu a intrat
- 1978 până în 1990 - nu s-a calificat
- 1994: s-a retras din calificări
- 1998 până în 2010 - nu s-a calificat

## Cupa Africii
- 1957 până în 1974 - nu a intrat
- 1976 până în 1978 - nu s-a calificat
- 1980 - nu a intrat
- 1982 - nu s-a calificat
- 1984 - Prima rundă
- 1986 - nu s-a calificat
- 1988 - nu a intrat
- 1990 până în 2008 - nu s-a calificat
- 2010 - Prima rundă

## Lotul actual
| Nr. | Poz. | Jucător                | Data nașterii (vârsta)         | Selecții | Club               |
| --- | ---- | ---------------------- | ------------------------------ | -------- | ------------------ |
| 1   | P    | Swadic Sanudi          | 21 octombrie 1983 (41 de ani)  | 43       | Dynamos            |
| 2   | M    | Jester Young           | 23 martie 1989 (36 de ani)     | 22       | Silver Strikers    |
| 3   | F    | Moses Chavula          | 8 august 1985 (39 de ani)      | 31       | Nathi Lions        |
| 4   | A    | Chiukepo Msowoya       | 23 septembrie 1988 (36 de ani) | 19       | APR                |
| 5   | F    | James Sangala          | 20 august 1986 (38 de ani)     | 23       | Primeiro de Agosto |
| 6   | F    | Allan Kamanga          | 29 decembrie 1981 (43 de ani)  | 29       | Dynamos            |
| 7   | F    | Peter Mponda (Captain) | 4 septembrie 1981 (43 de ani)  | 61       | Black Leopards     |
| 8   | M    | Jacob Ngwira           | 7 septembrie 1985 (39 de ani)  | 11       | Carara Kicks       |
| 9   | A    | Russel Mwafulirwa      | 24 februarie 1983 (42 de ani)  | 28       | IFK Norrköping     |
| 10  | M    | Joseph Kamwendo        | 23 octombrie 1986 (38 de ani)  | 36       | Orlando Pirates    |
| 11  | A    | Essau Kanyenda         | 27 septembrie 1982 (42 de ani) | 40       | KAMAZ              |
| 12  | F    | Elvis Kafoteka         | 17 ianuarie 1978 (47 de ani)   | 20       | APR                |
| 13  | M    | Hellings Mwakasungula  | 5 mai 1980 (44 de ani)         | 21       | Silver Strikers    |
| 14  | A    | Victor Nyirenda        | 23 august 1988 (36 de ani)     | 6        | APR                |
| 15  | M    | Robert Ng'ambi         | 11 septembrie 1986 (38 de ani) | 28       | Black Leopards     |
| 16  | P    | Simplex Nthala         | 24 februarie 1988 (37 de ani)  | 1        | MTL Wanderers      |
| 17  | A    | Jimmy Zakazaka         | 27 decembrie 1984 (40 de ani)  | 22       | Bay United         |
| 18  | M    | Peter Wadabwa          | 14 septembrie 1988 (36 de ani) | 13       | Thanda Royal Zulu  |
| 19  | M    | Davi Banda             | 29 decembrie 1983 (41 de ani)  | 17       | Red Lions          |
| 20  | A    | Atusaye Nyondo         | 25 iulie 1988 (36 de ani)      | 8        | Carara Kicks       |
| 21  | F    | Maupo Msowoya          | 14 mai 1982 (42 de ani)        | 33       | Super ESCOM        |
| 22  | P    | Charles Swini          | 28 februarie 1985 (40 de ani)  | 1        | Super ESCOM        |
| 23  | F    | Harry Nyirenda         | 25 august 1990 (34 de ani)     | 2        | MTL Wanderers      |

### Convocări recente
| Nr. | Poz. | Jucător                                                 | Data nașterii (vârsta)    | Selecții | Goluri | Club                |
| --- | ---- | ------------------------------------------------------- | ------------------------- | -------- | ------ | ------------------- |
|     | P    | Valence Kamzere                                         | 5 noiembrie 1980          | -        | -      | MTL Wanderers       |
|     | M    | Fisher Kondowe                                          | 6 noiembrie 1982          | -        | -      | Bloemfontein Celtic |
|     | M    | Tawonga Chimodzi                                        | 26 august 1988            | -        | -      | Santos              |
|     | P    | Trust Lunda (Amical v Africa de Sud, 30 septembrie)     |                           | -        | -      | Big Bullets         |
|     | M    | Noel Mkandawire (Amical v Africa de Sud, 30 septembrie) | 25 decembrie 1987         | -        | -      | ESCOM United        |
| 8   |      | Charles Kalayire (WCQ v Djibouti, 5 septembrie)         |                           | -        | -      |                     |
| 9   | A    | Atusaye Nyondo (WCQ v Djibouti, 5 septembrie)           | 25 iulie 1988 (36 de ani) | -        | -      | Carara Kicks        |
| 13  | F    | Godfrey Banda (WCQ v Djibouti, 5 septembrie)            | 17 aprilie 1983           | -        | -      | Silver Strikers     |

## Antrenori
| - Jack Chamangwana (1998–99) - Young Chimodzi (1999–00) - Kim Splidsboel (2001–02) - Alan Gillett (2003, interimar) - Edington Ng'onamo (2003–04, interimar) | - John Kaputa (2004) - Yassin Osman (2004–05) - Michael Hennigan (2005, interimar) - Burkhard Ziese (2005–06) - Kinnah Phiri (2006–07, interimar) | - Stephen Constantine (2007–08) - Kinnah Phiri (2008–13) - Edington Ng'onamo (2013, interimar) - Tom Saintfiet (2013, interimar) - Young Chimodzi (2014–) |